# Cá ngựa Shiho
Cá ngựa Shiho, tên khoa học Hippocampus sindonis, là một loài cá ngựa thuộc họ Syngnathidae. Nó là loài đặc hữu của Nhật Bản.